# Péniche (barcaza)

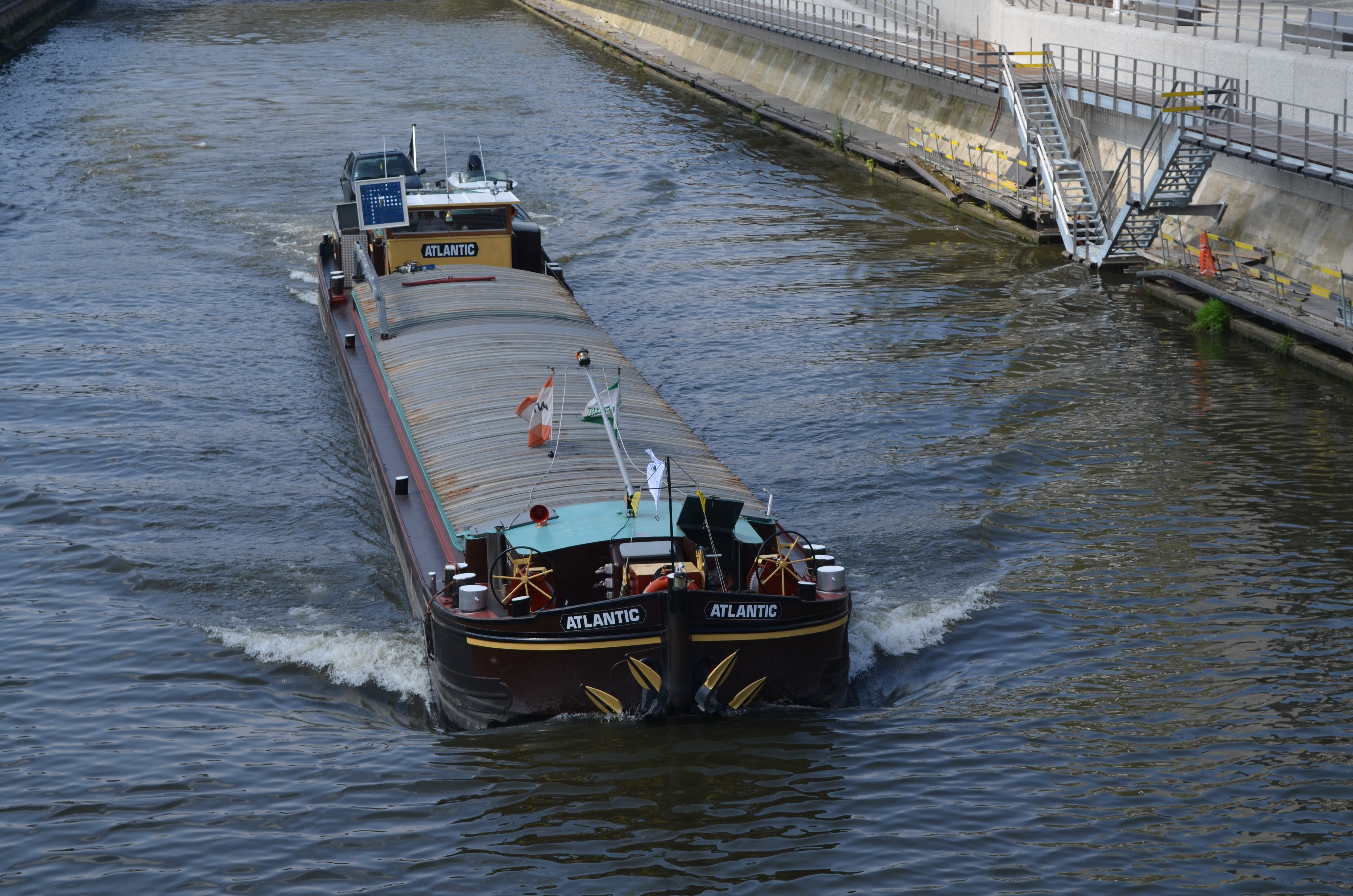
El Atlántico en Charleroi

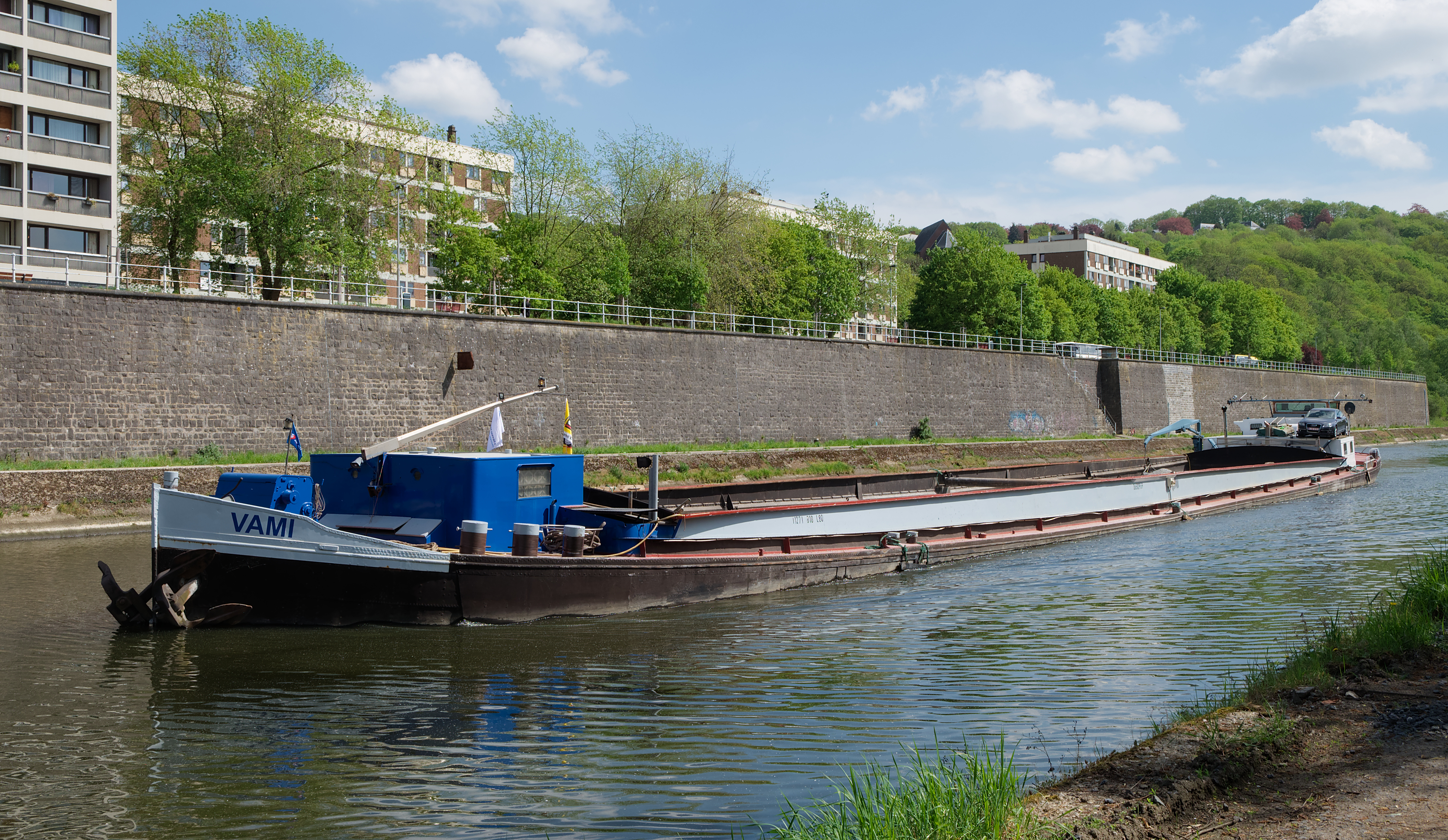
Vami en Namur

Una péniche (o spits en holandés) es una barcaza motorizada de acero, para navegación interior con una capacidad de hasta 350 toneladas. Las barcazas tipo Péniche se construyeron para adaptarse a las vías navegables francesas posteriores en la década de 1880 y para las esclusas de ancho Freycinet . Son visualmente similares a una barcaza holandesa, pero construidas con especificaciones diferentes.

## Dimensiones
El detalle crítico para la péniche es la dimensión, un máximo de 38,50 m (126 pies) de largo, 1,60 m de calado y 5,05 m (16,6 pies) de ancho. Fueron diseñadas especialmente para las esclusas de los canales belga y francés y, como resultado del deseo de maximizar el espacio para la carga, las barcazas tienden a ser de lados planos, con proas y popas cortas y redondeadas. Hoy en día, la especificación todavía se aplica para la navegación comercial como Clase I en la Clasificación de vías navegables interiores europeas .

## Historia
La péniche se originó en Bélgica, como embarcación de madera para la navegación interior .  Se añadió un arco puntiagudo y esta versión también se llamó 'pointu' en Valonia, 'spits' en Flandes y 'péniche flamande' en Francia . Cuando los barcazas empezaron a construirse con acero, este tipo se convirtió en una barcaza "tonta" que tenía que ser remolcada por un remolcador . En la década de 1910, esta barcaza se convirtió en un barco a motor y, además, muy popular. En la década de 1920 se construyeron en Bélgica unas 950 péniches.
A principios de la década de 1940, los alemanes organizaron que muchas péniches belgas participaran en la invasión de Gran Bretaña . Para que estuvieran en condiciones de navegar, se soldaron en pares, una al lado de la otra. 
La última spits se construyó en los Países Bajos en 1973.  Muchos antiguos barcazas de carga se han convertido en viviendas, hoteles o embarcaciones de recreo.

## Tipos
La péniche belga es la versión estándar, construida para las esclusas de los canales belga y francés. Algunas de ellas se han alargado unos 9 m o se construyeron originalmente en 47 m (154,2 pies) o 48 m (157,5 pies).  Se construyeron para el transporte por el río Mosa, que tiene esclusas más grandes, especialmente entre Verdún y Givet .
Una péniche francesa tiene incluso menos escarpado que una belga y una popa muy redonda con el timón unido a la parte trasera en lugar de debajo de la popa.
Después de la Segunda Guerra Mundial, un gran número de ellas fueron construidas en Alemania y enviadas a Francia como reparación de guerra .
La spits holandesa tiene la popa menos redonda y un poco más escarpada que la belga.
Una péniche mojada debe llevar agua como lastre cuando navega sin carga. Especialmente en los modelos belga y francés, la popa llena de la péniche proporciona una mayor flotabilidad pero una cantidad insuficiente de agua alrededor de la hélice cuando está vacía. 

## Trivia
- Por ser una barcaza de desplazamiento, una péniche no es una embarcación rápida. Un dicho popular entre los propietarios es que avanza con dificultad cuando está cargada o va lentamente hacia atrás cuando está vacía.